# Lajeado da Cotia
Der Lajeado da Cotia ist ein etwa 16 km langer rechter Nebenfluss des Rio Tibaji im Inneren des brasilianischen Bundesstaats Paraná.

## Geografie

### Lage
Das Einzugsgebiet des Lajeado da Cotia befindet sich auf dem Segundo Planalto Paranaense (Zweite oder Ponta-Grossa-Hochebene von Paraná).

### Verlauf
Sein Quellgebiet liegt auf der Grenze zwischen den Munizipien Tibagi und Castro auf 1.191 m Meereshöhe im Umweltschutzgebiet Área de Proteção Ambiental da Escarpa Devoniana etwa 20 km westlich der Stadt Castro in der Nähe der PR-340.
Der Fluss verläuft in südwestlicher Richtung. Er bildet die südliche Grenze des Munizips Tibagi, für die ersten 10 km seines Laufs mit Castro und dann mit Carambeí. Er mündet auf 771 m Höhe von rechts in den Rio Tibaji. Er ist etwa 16 km lang.

### Munizipien im Einzugsgebiet
Am Lajeado da Cotia liegen die drei Munizipien Tibagi, Carambeí und Castro.

## Umweltschutzgebiet Escarpa Devoniana
Der Lajeado da Cotia durchquert das Umweltschutzgebiet (APA = Área de Proteção Ambiental) der Escarpa Devoniana etwa mittig. Dieses hat insgesamt etwa 4.000 km². Es erstreckt sich von Lapa und Balsa Nova am Iguaçú nach Norden bis ins Itararé-Becken bei Sengés.